# Gregor Baldi

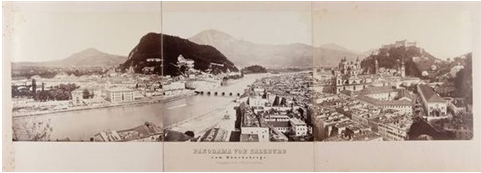
Panorama Salzburgs vom Mönchsberg aus, um 1880

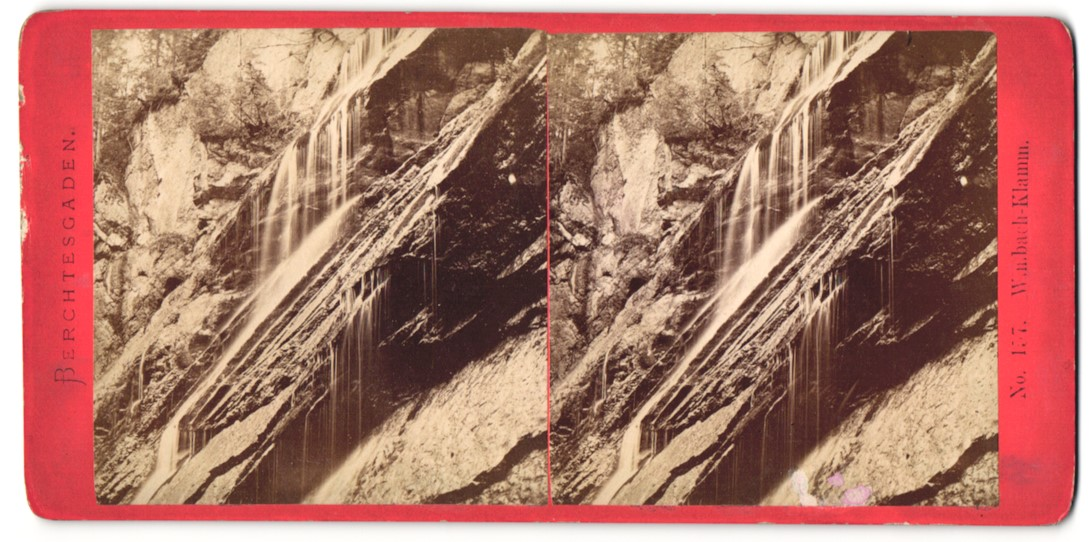
Stereofotografie: Wimbachklamm

Gregor Baldi (* 22. April 1814 in Telve, Valsugana; † 25. Dezember 1878 in Salzburg) war ein österreichischer Pionier der Fotografie.

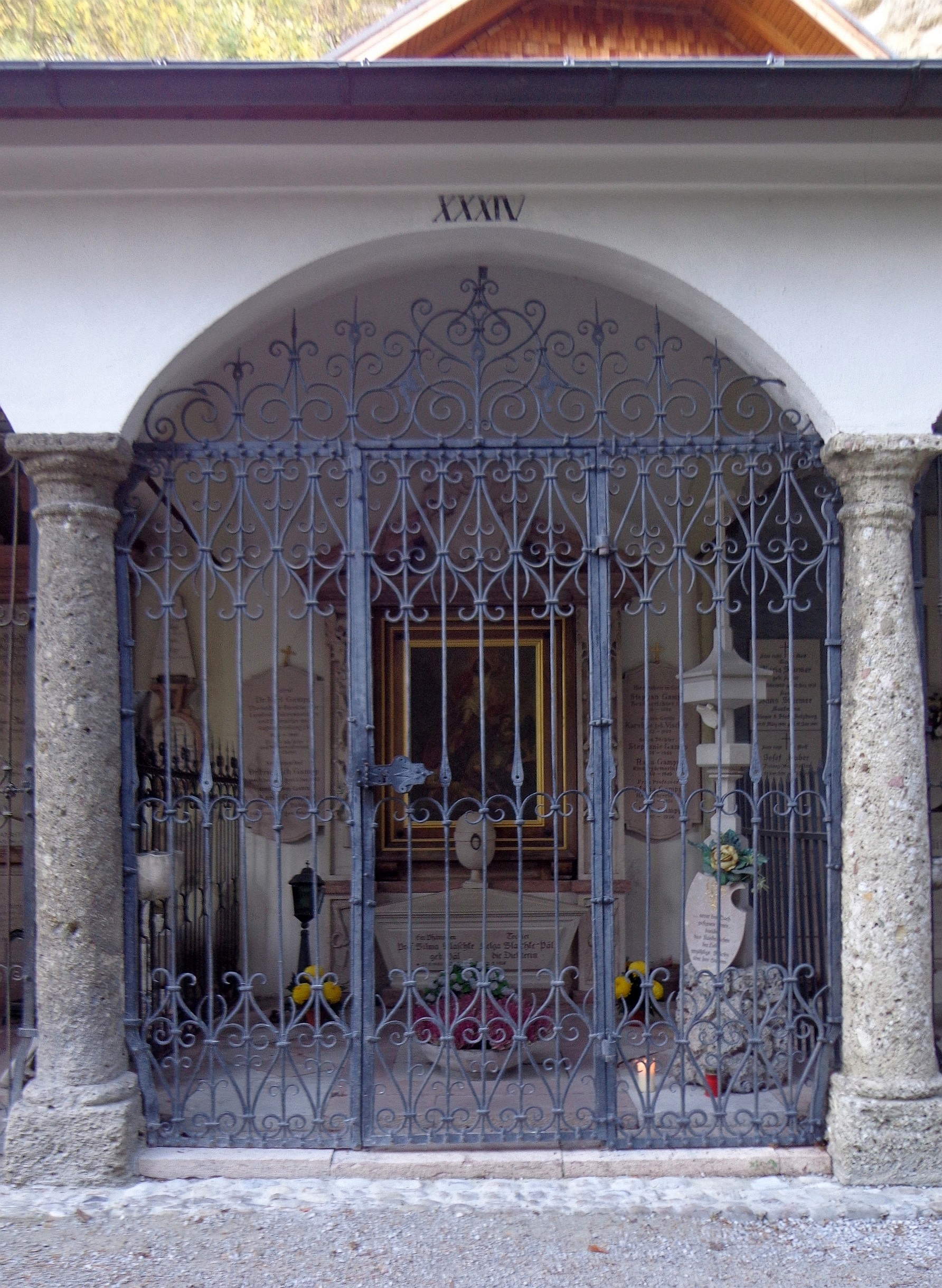
Gruft 34 (Petersfriedhof Salzburg): Grablege der Familien Gampp und Blaschke-Pál, in der auch Gregor Baldi bestattet ist

## Leben
Der Südtiroler Gregor Baldi war der jüngste Sohn des kinderreichen Ehepaars Teresina und Baldassare Baldi.
Er begann seine berufliche Tätigkeit im Alter von 15 Jahren im Laden seines Bruders Antonio in Linz. Wohl in seiner Linzer Zeit heiratete er Magdalena Buchsbaum oder Buxbaum. Aus der Ehe gingen keine Kinder hervor.
1842 erhielt er das Bürgerrecht in Salzburg. Etwa von 1842 bis 1861 führte er, nach einer kurzen Zeit in Innsbruck, ein eigenes Unternehmen in Salzburg, in dem Kunst- und Galanteriewaren verkauft wurden. Hierzu gehörten auch Artikel wie das vegetabilische Zahnpulver von J. G. Popp, für das er in Salzburg die Alleinvertretung hatte, und das „Prinzessen-Wasser von August Rennard in Paris“.
Baldi betätigte sich aber auch als Drucker bzw. Verleger. Er brachte in dieser Zeit z. B. neun Alben mit Stahlstichen heraus. Zum Teil stammten diese Stiche von Karl Friedrich Würthle. 1853 warb er damit, das Vervielfältigungsrecht für ein Bildnis der späteren Kaiserin Sisi erworben zu haben. Das Gemälde von Dürk sollte von Leo Schöninger galvanograviert werden. 1856 publizierte er ein Mozart-Gedenkbild.
Baldi und Würthle taten sich schließlich zusammen und gründeten in dem Haus Riedenburg Nr. 17 im Januar 1862 ihr Fotoatelier Baldi & Würthle. 1866 zog das Unternehmen in die Schwarzstraße 9. Neben Porträts und Gruppenbildern, die in Albumen- und später in Gelatine-Technik hergestellt wurden, schufen sie vor allem Aufnahmen von Salzburg und Umgebung.
1874 trennten sich ihre Wege kurzfristig nach einem Rechtsstreit und das Unternehmen wurde in G. Baldi und F. Würthle aufgeteilt; Baldi richtete sich ein neues Atelier am Makartplatz ein. Würthle behielt die bisher entstandenen Negative und arbeitete allein in der Schwarzstraße weiter. Doch bereits nach wenigen Monaten wurden die Unternehmen wieder zusammengelegt und der Firmenname Baldi & Würthle blieb bis 1880 bestehen, obwohl Baldi bereits 1878 starb. Danach hieß es bis 1892 Würthle & Spinnhirn – der Chemiker Spinnhirn war Würthles Schwager – und von 1892 bis 1904, über Würthles Tod hinaus, Würthle & Sohn. Friedrich Würthle junior verkaufte das Atelier dann an Eduard Bertel und Carl Pietzner. Vom bislang angegliederten Verlag trennte er sich aber nicht. 1907 ging er damit in Konkurs und wanderte nach Indien aus.
Baldi & Würthle war das erste professionelle und bekannte Fotoatelier in Salzburg. Viele der Bilder aus diesem Atelier gelangten ins Salzburger Museum Carolino-Augusteum.
Die Grabstätte Gregor Baldis befindet sich am Petersfriedhof in Salzburg (Gruft Nr. 34).